# Niobrara National Scenic River
La Niobrara National Scenic River est une aire protégée américaine assurant la conservation de la Niobrara au Nebraska. Cette National Wild and Scenic River créée le 24 mai 1991 relève du National Park Service et protège 120 km de rivière sauvage.

## Description
Le long de la National Scenic River se trouvent de nombreuses chutes d’eau qui se jettent dans la rivière à partir des falaises environnantes et des parois du canyon ; la plus haute est Smith Falls, qui tombe d'une hauteur de près de 19 m dans la vallée. Il y a de courtes sections de rapides sur la rivière. A certains endroits il est possible de faire du canoë et du kayak.
Considérée comme un exemple remarquable de rivière des Grandes Plaines, la Niobrara abrite plus de 500 espèces de plantes. On trouve sur ses rives des cerfs mulets, des castors, des visons, des antilopes d’Amérique, des loutres de rivière et même des bisons. Environ 300 bisons et quelques dizaines de wapitis sont protégés dans la réserve faunique nationale de Fort Niobrara, d’une superficie de 77 km², située le long de la rivière.
La rivière est franchie par 15 ponts, dont six sont classés sur la liste des National Register of Historic Places.